# Murighiol
Murighiol é uma comuna romena localizada no distrito de Tulcea, na região de Dobruja. A comuna possui uma área de 844.21 km² e sua população era de 3508 habitantes segundo o censo de 2007.